# На переломе (Кадеты)
«На перело́ме (Каде́ты)» (также «На первых порах») — автобиографическая повесть Александра Ивановича Куприна, в которой писатель изобразил «пребывание в кадетском корпусе, тяжёлый казарменный режим и „бурсацкие“ нравы».
Опубликована в 1900 году. Как продолжение повести был задуман роман Куприна «Юнкера», написанный им в 1928—1932 годах.

## История создания
В повести отразились впечатления Куприна о его обучении во Второй Московской военной гимназии (позже реорганизованной в кадетский корпус), где он провёл восемь лет с 1880 по 1888 год. Сам писатель в беседе с сотрудником «Комсомольской правды» в 1937 году говорил: «Буланин — это я сам, и воспоминание о розгах в кадетском корпусе осталось у меня на всю жизнь…».
Повесть впервые опубликована в газете «Жизнь и искусство» в феврале — марте 1900 года под названием «На первых порах» и с подзаголовком «Очерки военно-гимназического быта». Под названием «Кадеты» с незначительными изменениями она была опубликована в 1906 году в журнале «Нива» (№ 49—52). Позже под названием «На переломе (Кадеты)» вошла в пятый том собрания сочинений Куприна в издательстве «Московского книгоиздательства».

## Сюжет
Мишу Буланина из многодетной семьи определяют в военную гимназию. Ему предстоит долгое привыкание к новым товарищам, воспитателям и кадетским обычаям. Ученики проводят пять дней в гимназии, а в субботу до вечера воскресенья им разрешён отпуск. В первую же неделю Буланин покупает у одного из второгодников, сильного и жестокого Грузова, «волшебный фонарь», который тут же отбирает воспитатель, однако теперь Буланин остаётся должен Грузову два рубля. Эту сумму Миша не решается попросить у матери во время отпуска, и теперь Грузов постоянно избивает его и отнимает у него еду в счёт «процентов» от долга. В целом, жизнь кадетов пронизана насилием старших над младшими, сильных над слабыми («всеобщий культ кулака»). В повести описываются разные типы учеников, в том числе угнетателей («форсилы», «забывалы», «отчаянные») и угнетаемых («фискалы», «зубрилы», «подлизы» и другие). Одного из «фискалов», рассказывавших учителям о том, кто виноват в том или ином нарушении, однажды ночью избили так, что он попал в лазарет и ушёл из гимназии. Многие учителя злоупотребляли алкоголем («зашибали»), в том числе прямо на уроках.
Из-за постоянных издевательств со стороны Грузова Буланин «побледнел, погрубел, обозлился» и часто оставался без отпуска. Однажды на выходных во время игр он «от тёмной, острой тоски, которая переполняла его душу» схватил за косичку волос одного из воспитателей. За это Буланина подвергли редкому для гимназии наказанию в размере десяти ударов розгами. Повесть заканчивается приходом Буланина в помещение, где уже собрались воспитатели, чтобы осуществить наказание. «Прошло очень много лет, пока в душе Буланина не зажила эта кровавая, долго сочившаяся рана. Да полно, зажила ли?»

## Критика
По мнению И. Питляр, повесть Куприна «как бы предваряет „Поединок“», поскольку «именно из таких закрытых военных учебных заведений выходили те самые армейские бурбоны — с их некультурностью, грубостью, кастовым высокомерием и оторванностью от жизни народа, — которых писатель изобразил потом в „Поединке“».
Вторая публикация повести в 1906 году вызвала резкие критические отзывы военной прессы: так, критик военно-литературного журнала «Разведчик» Росс писал: «По Куприну, кадетский корпус недалеко ушёл от блаженной памяти бурсы, а кадеты — от бурсаков… И ведь что удивительно! Талант автора — несомненен. Рисуемые им картины — жизненны и правдивы. Но… Зачем же говорить только о дурном, исключительно о гадостях, подчёркивая и выделяя их!».